# 小行星16077
小行星16077（16077 Arayhamilton）是一颗绕太阳运转的小行星，为主小行星带小行星。该小行星于1999年9月9日发现。

## 轨道参数
小行星16077的轨道半长轴为2.4271483 UA，离心率为0.177。